# Greenport (condado de Suffolk, Nueva York)
No confundirse con Greenport (condado de Columbia, Nueva York).
Greenport es una villa ubicada en el condado de Suffolk en el estado estadounidense de Nueva York. En el año 2000 tenía una población de 2,048 habitantes y una densidad poblacional de 827 personas por km².

## Geografía
Según la Oficina del Censo, la ciudad tiene un área total de 3,1 km² (1,2 mi²), de la cual 2,05 km² (0,8 mi²) es tierra y 0,7 km² (0,3 mi²) (60.47%) es agua.

## Demografía
Según la Oficina del Censo en 2000 los ingresos medios por hogar en la localidad eran de $31,675, y los ingresos medios por familia eran $36,333. Los hombres tenían unos ingresos medios de $36,848 frente a los $22,165 para las mujeres. La renta per cápita para la localidad era de $17,595. Alrededor del 29.7% de la población estaban por debajo del umbral de pobreza.